# Dedham (Maine)
Dedham es un pueblo ubicado en el condado de Hancock en el estado estadounidense de Maine. En el Censo de 2010 tenía una población de 1.681 habitantes y una densidad poblacional de 14,63 personas por km².

## Geografía
Dedham se encuentra ubicado en las coordenadas 44°42′3″N 68°33′28″O / 44.70083, -68.55778. Según la Oficina del Censo de los Estados Unidos, Dedham tiene una superficie total de 114.94 km², de la cual 101.85 km² corresponden a tierra firme y (11.38%) 13.08 km² es agua.

## Demografía
Según el censo de 2010, había 1.681 personas residiendo en Dedham. La densidad de población era de 14,63 hab./km². De los 1.681 habitantes, Dedham estaba compuesto por el 97.56% blancos, el 0.36% eran afroamericanos, el 0.48% eran amerindios, el 0.59% eran asiáticos, el 0% eran isleños del Pacífico, el 0.18% eran de otras razas y el 0.83% pertenecían a dos o más razas. Del total de la población el 0.77% eran hispanos o latinos de cualquier raza.